# Sevillai Szent Izidor

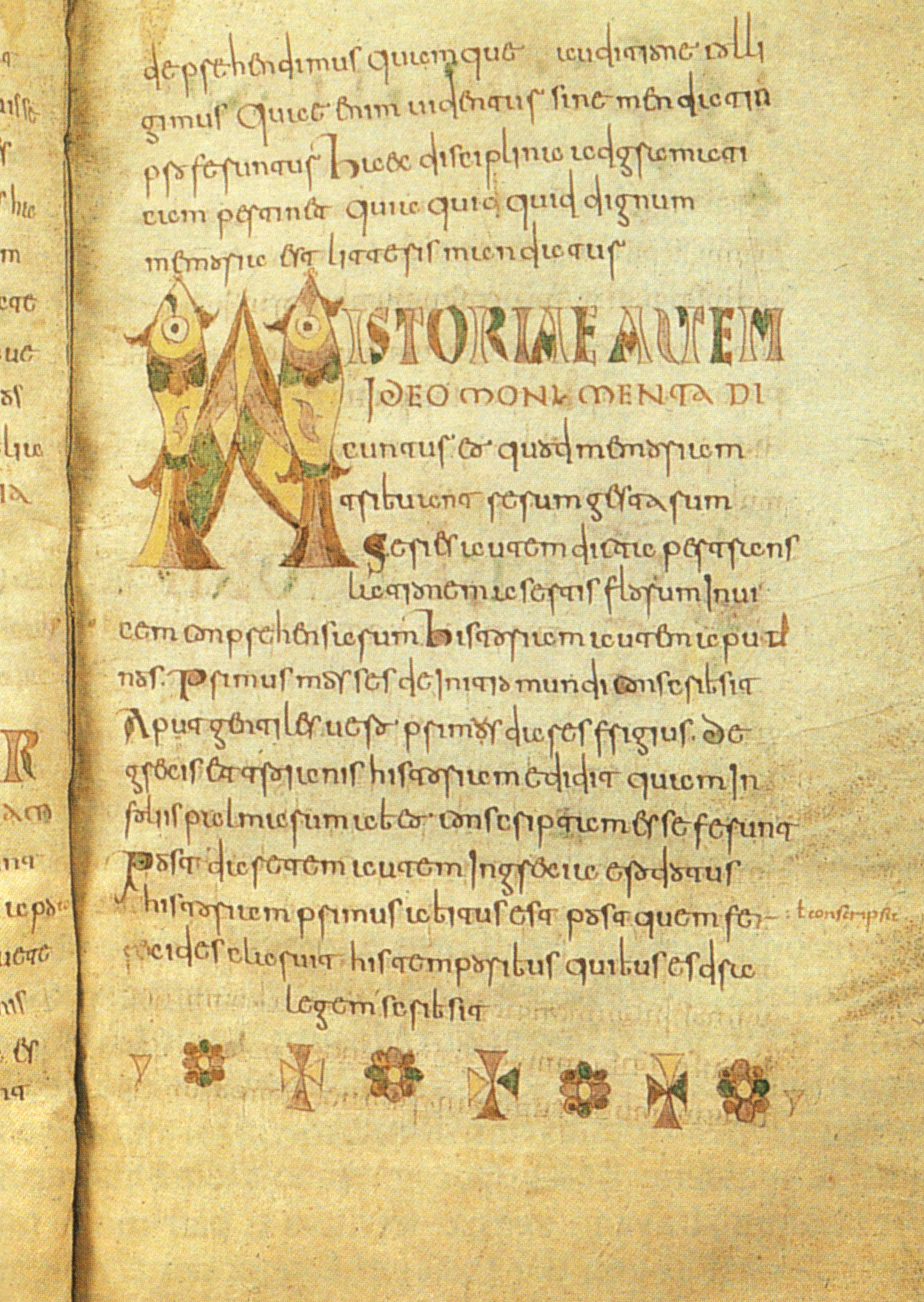
Etymologiae egy oldala, Karoling-kori (8. sz.) kézirat, Belga Királyi Könyvtár, Brüsszel

Sevillai Izidor (latinul Isidorus Hispalensis, spanyolul San Isidoro de Sevilla), katolikus nevén Sevillai Szent Izidor (556 – 636. április 4.) latin nyelven író kora középkori hispániai egyházi író, egyháztanító. A Sevilla érseki székében őt követő Sevillai Szent Leander testvére.
633-ban ő elnökölt a IV. toledói zsinaton. Termékeny íróként több, a középkorban népszerű enciklopédikus munka megírása fűződik a nevéhez. Cassiodorus művei mellett közkedvelt tankönyvekként használták írásait, amelyeket a közérthető megfogalmazás mellett világos okfejtés is jellemzett.
II. János Pál pápa Sevillai Szent Izidort javasolta az internet és a tudomány és a technika után érdeklődők védőszentjének 1999-ben. Egyházi ünnepe április 4-én van.

## Tudományos munkái
Közel ezer kéziratos példányban fennmaradt Etymologiae (avagy Origines) című munkájában szófejtő magyarázatokat adott közre. Etimologizálásai gyakran helytelenek, miután más ókori szerzőkhöz hasonlóan a szavak hangzásbeli, fonetikai hasonlóságaira helyezte a hangsúlyt. A bibliai személynevek allegorikus értelmezésével is foglalkozott: De nominibus legis et prophetarum (’A törvényben és az evangéliumokban előforduló nevekről’) című művében 129 bibliai személynevet magyarázott. Két további műve grammatikai-logikai kérdésekkel foglalkozik: De differentia (’A különbségekről’) és De synonymis (’A szinonimákról’). Két természettudományos értekezése is ismert: A dolgok természetéről és A teremtett dolgok rendjéről (De ordine creaturarum).
A hispániai germánok történetéről írt munkája, a Historia gothorum, vandalorum et suevorum fontos történeti forrás. Izidor a fő forrása egy másik 6. századi püspök és történetíró, Iohannes Biclarensis életrajzának.

## Teológiai munkái
A teológiában forrásként az egyházatyák munkáit használta, egyebekben az ókori pogány szerzőkre támaszkodott, őket azonban sokszor csak másod-harmadkézből idézi.
Exegetikai munkáiban egyfelől a Bibliával kapcsolatos kérdésekre adott választ (Quaestiones), másfelől megírta nyolcvanhat bibliai személy életrajzát De ortu et obitu patrum (’Az atyák származásáról és haláláról’) címmel. Hitelvi kérdésekkel foglalkozó írásai általában rövidek, tételszerűen foglalják össze Szent Ágoston vagy I. Nagy Gergely pápa nézetét egy-egy kérdésben. Népszerű iratai közé tartozott a Sententiarum libri (’Szentenciák könyve’), amelyben a pápa Moralia című munkáját dolgozta fel, valamint a Contra Judeos ad Florentinam sororem (’Florentina nővérhez a zsidók ellen’) című munkája, amelyet már a 8. században átültettek ónémet nyelvre. Az eretnekségekről címmel az eretnekségek felosztását és csoportosítását végezte el. A liturgia, a mise, az ima, a böjti és az egyházi rend fokozatairól írta De ecclesiasticis officiis (’Az egyháziak kötelességéről’) című munkájában, emellett Regula monachorum címmel egy szerzetesi szabályzatot is összeállított.
Neki tulajdonítják az Izajás tanúságtétele című írást, ugyanakkor a korábban neki tulajdonított Commonitiuncula ad sororem című, egy szerzetesnőhöz intézett intelmet egy ismeretlen 4. századi szerző munkájaként tartják számon.

## Magyar nyelvű szövegkiadások
- A "Szómagyarázatok"-ból In: (szerk.) Trencsényi-Waldapfel Imre: Világirodalmi antológia II., Tankönyvkiadó Vállalat, Budapest, 1955, 156–157. o.
- Historia Gothorum, Wandalorum et Suevorum; latin szöveggond., ford., jegyz., tan. Székely Melinda; Hispánia, Szeged, 1998
- Etimológiák. XVI. könyv. A kövekről és a fémekről; ford., bev., jegyz., mutató Horváth Emőke; Osiris, Bp., 2000